# N-甲基-N-亚硝基脲
N-甲基-N-亚硝基脲（英語：N-methyl-N-nitrosourea，缩写MNU）是一种有机化合物，化学式为C2H5N3O2，具有致癌性、致畸性和致突变性。
它在反应中原位生成重氮甲烷，例如和降冰片烯、氢氧化钾在乙醚中反应，得到外型-3,4-二氮杂三环[5.2.1.02,6]癸-3-烯。